# Los Angeles Times
Los Angeles Times (znana także jako LA Times) – gazeta codzienna publikowana w Los Angeles w Kalifornii, rozprowadzana głównie w zachodniej części Stanów Zjednoczonych. Dziennik po raz pierwszy ukazał się 4 grudnia 1881 roku.
22 października 2012 – tuż przed wyborami prezydenckimi – dziennik opowiedział się za wyborem Baracka Obamy na drugą kadencję.